# Craspedolepta medvedevi
Craspedolepta medvedevi är en insektsart som beskrevs av Loginova 1962. Craspedolepta medvedevi ingår i släktet Craspedolepta och familjen rundbladloppor. Inga underarter finns listade i Catalogue of Life.